# Nazionale femminile di pallacanestro del Ruanda
La nazionale femminile di pallacanestro del Ruanda è la rappresentativa cestistica del Ruanda ed è posta sotto l'egida della Federazione cestistica del Ruanda.

## Piazzamenti

### Campionati africani
- 2009 - 9°
- 2011 - 9°
- 2023 - 4°
- 2025 - 11°

## Formazioni

### Campionati africani
Campionato africano femminile di pallacanestro 20094 Kabarere, 5 Williams, 6 Karangwa, 7 Muhongerwa, 8 Mugeni, 10 Ayebare, 11 Mahoro, 12 Martin, 13 Brown, 14 Imanishimwe, 15 Grandberry,        All. Većeslav Kavedžija
Campionato africano femminile di pallacanestro 20114 Mukandayisenga, 5 Ayebare, 6 Williams, 7 Mahoro, 8 Kabarere, 9 Henderson, 10 Musabe, 11 Munianeza, 12 Kayitesi, 13 Kirenzi, 14 Imanishimwe, 15 Tuyizere Flora,        All. Nenad Amanović
Campionato africano femminile di pallacanestro 20230 Uwizeye, 1 Tetero, 5 Crooms, 7 Kiyobe, 8 Sifa, 9 Kantore, 10 Butera, 15 Umugwaneza, 20 De Roy, 23 Imanizabayo, 77 Wibabara,        All. Cheikh Sarr
Campionato africano femminile di pallacanestro 20252 Micomyiza, 3 Philoxy, 5 Murekatete, 10 Butera, 12 Tetero, 14 Irakose, 20 Mwizerwa, 22 Uwizeye, 23 Stephanie, 24 Hampton, 26 Cyuzuzo, 77 Byukusenge,        All. Cheikh Sarr